# Penstemon yampaensis
Penstemon yampaensis är en grobladsväxtart som beskrevs av Penland. Penstemon yampaensis ingår i släktet penstemoner, och familjen grobladsväxter. Inga underarter finns listade i Catalogue of Life.